# 羅素·霍華德
羅素·霍華德（英語：Russell Joseph Howard，1980年3月23日—），是英國的一位喜劇演員和電視及廣播節目的主持人，出生在布里斯托。他擁有自己的冠名節目《羅素·霍華德的好消息》（Russell Howard's Good News）。